# Gracilinitocris
Gracilinitocris är ett släkte av skalbaggar. Gracilinitocris ingår i familjen långhorningar.
Kladogram enligt Catalogue of Life:
| Gracilinitocris | \| \| Gracilinitocris gracilenta \| \| \| \| \| \| Gracilinitocris nigrifrons \| \| \| \| |
|                 | \| \| Gracilinitocris gracilenta \| \| \| \| \| \| Gracilinitocris nigrifrons \| \| \| \| |
|                 | Gracilinitocris gracilenta                                                                |
|                 |                                                                                           |
|                 | Gracilinitocris nigrifrons                                                                |
|                 |                                                                                           |